# Isandria spiniventris
Isandria spiniventris är en stekelart som beskrevs av Heinrich 1970. Isandria spiniventris ingår i släktet Isandria, och familjen brokparasitsteklar. Inga underarter finns listade.